# Psittacanthus circulatus
Psittacanthus circulatus är en tvåhjärtbladig växtart som beskrevs av C.T. Rizzini. Psittacanthus circulatus ingår i släktet Psittacanthus och familjen Loranthaceae. Inga underarter finns listade i Catalogue of Life.